# ماهاليا
ماهاليا بوركمار (مواليد 1 مايو 1998) ، والمعروفة فنياً باسم ماهاليا ،  هي مغنية وكاتبة وممثلة جامايكية بريطانية. أصدرت ماهاليا ألبومات مصغرة وألبومين ، Diary of Me (2016) و Love and Compromise (2019). ومثلت في فيلم Brotherhood (2016).

## الحياة و الوظيفة
ماهاليا من سيستون ، تشارنوود ، في ليسيسترشاير . والدها بريطاني أيرلندي وأمها جامايكية . التحقت بكلية كلية راوندهيل المجتمعية وفي أكاديمية برمنغهام أورميستون . عندما كانت طفلة كانت تقضي إجازتها الصيفية في المنزل في كثير من الأحيان في كتابة الموسيقى[بحاجة لمصدر]

## ديسكغرفي

### ألبومات الاستوديو
| يوميات لي                                                       | - تاريخ الإصدار: 16 ديسمبر 2016 - التسمية: حق اللجوء - التنسيق: قرص مضغوط ، تنزيل رقمي ، تدفق | -  | - | -  |
| الحب والتسوية                                                   | - تاريخ الإصدار: 6 سبتمبر 2019 - التسمية: حق اللجوء - التنسيق: قرص مضغوط ، تنزيل رقمي ، تدفق  | 28 | 4 | 23 |
| تشير "-" إلى تسجيل لم يتم رسمه أو لم يتم إصداره في تلك المنطقة. |                                                                                               |    |   |    |

### الظهور كضيفة شرف
| لقب                  | عام  | فنان (ق) آخر                 | البوم       |
| -------------------- | ---- | ---------------------------- | ----------- |
| "نحن الجيل"          | 2015 | بدائية                       | نحن الجيل   |
| "حافظ على استمرارها" | 2018 | روس                          | حديقة حيوان |
| "كل ما احتاجه"       | 2020 | جاكوب كولير ، علامة تاي دولا | جيسي فول. 3 |

## جوائز و ترشيحات
| عام  | منظمة                               | جائزة              | عمل | نتيجة |
| ---- | ----------------------------------- | ------------------ | --- | ----- |
| 2018 | جوائز بريت                          | ترشيح              |     |       |
| 2018 | بي بي سي                            | صوت 2019           |     |       |
| 2018 | المترو                              | واحد للمشاهدة 2019 |     |       |
| 2019 | دفع MTV                             | واحد للمشاهدة 2019 |     |       |
| 2019 | جوائز موسيقى قطار الروح             | ترشيح              |     |       |
| 2019 | جوائز بريت                          | ترشيح              |     |       |
| 2020 | جوائز بريت                          | ترشيح              |     |       |
| 2020 | جوائز NAACP للصور                   | ترشيح              |     |       |
| 2021 | جوائز جرامي السنوية الثالثة والستون | أفضل أداء R & B    |     |       |

## روابط خارجية
- الموقع الرسمي
شيخ
- ماهاليا التسجيلات من ديسكاغز.كوم
- ماهاليا في قاعدة بيانات الأفلام على الإنترنت